# Glen Seabrooke
Glen Seabrooke (né le 11 septembre 1967 à Peterborough, dans la province de l'Ontario au Canada) est un joueur professionnel canadien de hockey sur glace.

## Carrière
Après trois saisons passées avec les Petes de Peterborough, il se joint aux Flyers de Philadelphie pour y terminer la saison 1986-1987. Il y récolte cinq points en dix parties. À sa première saison complète chez les professionnels, il ne parvient pas à devenir titulaire chez les Flyers. Il est donc envoyé au club-école des Bears de Hershey de la Ligue américaine de hockey.
Le même scénario se reproduit en 1988-1989. Sa carrière prend fin lors de cette saison. Le 22 février 1989, il se blesse sérieusement à l'épaule en entrant en collision avec le filet. Il est opéré mais l'opération échoue et il doit mettre un terme à sa carrière. En 1995, il poursuit les médecins de l'équipe arguant que l'opération qu'il avait subie lui a causé des dommages irréparables au bras gauche. Il remporte le procès et reçoit une compensation de 5,5 millions de dollars américains.

## Statistiques
| Saison     | Équipe                       | Ligue      |    | Saison régulière | Saison régulière | Saison régulière | Saison régulière | Saison régulière |   | Séries éliminatoires | Séries éliminatoires | Séries éliminatoires | Séries éliminatoires | Séries éliminatoires |
| Saison     | Équipe                       | Ligue      | PJ | B                | A                | Pts              | Pun              | PJ               | B | A                    | Pts                  | Pun                  |                      |                      |
| 1982-1983  | Lumber Petes de Peterborough | OHA-B      | 36 | 9                | 17               | 26               | 30               | -                | - | -                    | -                    | -                    |                      |                      |
| 1983-1984  | Travelways de Peterborough   | Minor-ON   | 29 | 36               | 31               | 67               | 31               | -                | - | -                    | -                    | -                    |                      |                      |
| 1983-1984  | Legionnaires de Peterborough | Minor-ON   | 5  | 3                | 2                | 5                | 4                | -                | - | -                    | -                    | -                    |                      |                      |
| 1984-1985  | Petes de Peterborough        | LHO        | 45 | 21               | 13               | 34               | 49               | 16               | 3 | 5                    | 8                    | 4                    |                      |                      |
| 1985-1986  | Petes de Peterborough        | LHO        | 19 | 8                | 12               | 20               | 33               | 14               | 9 | 7                    | 16                   | 14                   |                      |                      |
| 1986-1987  | Petes de Peterborough        | LHO        | 48 | 30               | 39               | 69               | 29               | 4                | 3 | 3                    | 6                    | 6                    |                      |                      |
| 1986-1987  | Flyers de Philadelphie       | LNH        | 10 | 1                | 4                | 5                | 2                | -                | - | -                    | -                    | -                    |                      |                      |
| 1987-1988  | Bears de Hershey             | LAH        | 73 | 32               | 46               | 78               | 39               | 7                | 4 | 5                    | 9                    | 2                    |                      |                      |
| 1987-1988  | Flyers de Philadelphie       | LNH        | 6  | 0                | 1                | 1                | 2                | -                | - | -                    | -                    | -                    |                      |                      |
| 1988-1989  | Bears de Hershey             | LAH        | 51 | 23               | 15               | 38               | 19               | -                | - | -                    | -                    | -                    |                      |                      |
| 1988-1989  | Flyers de Philadelphie       | LNH        | 3  | 0                | 1                | 1                | 4                | -                | - | -                    | -                    | -                    |                      |                      |
| Totaux LNH | Totaux LNH                   | Totaux LNH | 19 | 1                | 6                | 7                | 4                | -                | - | -                    | -                    | -                    |                      |                      |